# カンピレーの滝
カンピレーの滝（カンピレーのたき）は、沖縄県八重山郡竹富町の西表島を流れる浦内川にある滝である。

## 概要
浦内川は、西表島中央部の山地に源を発する沖縄県最長の河川である。カンピレーの滝はその中上流部に位置し、河床の高低差が少ない滝が、長さ約200m、数段にわたって続く。岩盤は新第三紀の八重山層群の砂岩で、周辺には多数の甌穴があり、その直径は最大60cmに達する。その中でも特に深いものはアヤチブビルチブと呼ばれ、「アヤチブ」は綾壷（美しい壷）の意味であると考えられている。
下流およそ250mにはマリユドゥの滝があり、ともに西表島の代表的な観光地となっている。

## 名称と伝承
この滝を含む浦内川の上流一帯は聖域で、1727年の『八重山島諸記帳』によれば当時は稲葉院と呼ばれており、若夏（旧暦4-5月）には火気や飲食は厳禁とされ、被り物は脱ぐことが定められていた。
この滝付近はカンピレーと呼ばれ、聖域の中でも西表で最も聖なる場所とされる。「カンピレー」とは「カンピライ」のことで、「神々が交際する」という意味であるとされる。また、「神が座る」という意味の「カンピリ」が変化したものともいう。18世紀後半の『慶来慶田城由来記』等によれば、西表島の神々がここに集って相談し、守り神がいなかったウナリ崎に新たに神を招くことになり、ヤマトゥから女神を招いたという伝承がある。『慶来慶田城由来記』ではカンピレーを「かんひらい」と、アヤチブビルチブを「あやつほへりつほ」と記している。
カンピレ（の）滝、カンピラ（の）滝とも呼ばれる。

## 自然
自然景観に優れ、自然休養林に設定されている。周囲にはオキナワウラジロガシが優勢する亜熱帯林が広がる。滝周辺は広い岩場が露出し、細かな流れが周囲から入り込んでおり、その周辺にはリュウキュウツワブキなどの渓流植物が見られる。周囲の岸壁にはヤブレガサウラボシなど独特の植物が群落を作っている。

## アクセス
浦内川河口から約8㎞上流の軍艦岩まで遊覧船でさかのぼり、そこから続く遊歩道で徒歩約45分のところにある。
カンピレーの滝から先は西表島横断道となっており、自然体験ツアー等で利用されている。ピナイサーラの滝との中間にあるテドウ山への登山口にもなっている。横断道等への入山に際しては、森林事務所や駐在所等に事前に入山届を提出する必要がある。